# Dittaino Valles
Le Dittaino Valles sono una struttura geologica della superficie di Marte.